# جمعية إصلاح بلاكبيرن للإناث
أُسست جمعية بلاكبيرن الإصلاحية النسائية في أوائل شهر يوليو من العام 1819. فور تأسيسهم أرسلوا دوريات توعوية إلى مناطق أخرى؛ وذلك لدعوة زوجات وبنات العمال في مختلف الأعمال الصناعية للانخراط في تكوين مجتمعات شبيهة بهم. كردٍ على ذلك، شكلت مانشستر جمعيتها الخاصة للإصلاحيين في 20 يوليو من 1819.